# 南溪山
南溪山是一座山，位于
中华人民共和国广西桂林的南溪山公园内，在中山南路、崇信路接合的八一桥东侧，将军桥头。此山因南溪萦绕而得名，因山有白龙洞，又名白龙山。早在唐朝南溪山就已开发，拥有近200件摩崖石刻，多分布在北麓白龙洞、元岩、泗洲岩、龙脊洞，南麓刘仙岩、穿云岩等处。

## 印象
南溪山海拔291米，相对高度141米，山体面积7.75公顷，长350米，宽180米，山孤自耸立，烟云凌空，有“叠嶂凌烟天咫尺”之气势。
据地质学家分析，南溪山属纯净厚层石灰岩，几百万年前与斗鸡山、罗汉山同体，后受水流不断地溶蚀，逐渐分割成孤峰。这条水流即后来形成的南溪。山的北面被南溪河环绕，溪绕着山注入漓江。
南溪山有三组互相通连的岩洞：白龙洞与锅底洞南北相通，观音洞与龙脊洞则为东西相通，元岩与穿云岩南北对穿。它们都由不同时期幼小的地下河道发育而成，最早的是龙脊洞，大约在百万年前就开始被溶蚀；白龙洞和锅底洞、元岩和穿云岩大约在10万年前才开始发育，直到几万年前形成了较完整的地下河。
如今这三组洞穴已被人为打通，连为一体。从白龙洞石槽，到锅底洞的“金山银山”、穿云岩的“对虾挂壁”、元岩的“观音像”、脊洞的“高山深谷”共25个景点，洞程总长523米，形成一个曲折、回转、起伏、跌宕、深邃、虚幻的洞府天地。

### 南溪新霁和南溪玉屏
桂林八景之一“南溪新霁”就是在雨后新晴，云雾初散时，由于北面的峭壁山石洁白，阳光照映在山石上，会反射出耀眼的光彩。
因为两峰相对，这时象玉屏一般，故称“南溪玉屏”，“南溪玉屏”也为桂林二十四景之一。

### 白龙泉
白龙泉位于南溪山的北麓，与南溪河相邻的山坡侧，有地下水自“白龙池“中湧出。其旁的石壁上有“白龙泉”三个大字。
白龙泉的水质甘美而且清冽，古代列为贡品，故白龙泉又称“贡泉”。相传用白龙泉水泡茶，一段时间后揭开碗盖，水气如白龙一般从碗里升腾而起。

### 白龙洞
白龙洞是南溪山最高最大的洞穴，白龙泉南便是白龙洞的入口，洞与锅底洞南北相通，位于南溪山西北山腰处, 洞口于山体北麓。洞口上方有钟乳石下垂，形似龙头，相传是当初把漓江整治得清澈如镜的白龙，因直谏而冒犯了龙王，被拘囚在这里留下的身影，洞由此得名。洞高32米、宽12米, 最高、最宽处均为23米, 长499.5米, 面积1828平方米。
洞中刻有《留别南溪》，为人们所传诵。
“元岩“在白龙洞口上方，内有左右两道。右道与穿云岩南北对穿；左道蜿蜒曲折，通往半山腰的龙脊坳。

### 龙脊亭
龙脊亭1958年初建，1959年重新设计，建于南溪山两峰之间的凹处（被称为龙脊坳），凭栏眺望，市区的大部分景色、山水风光，尽收眼底。
亭呈“中”型，仿古而建。主亭为8柱、单檐、翘角长方亭，两侧为附亭，各傍两峰石壁，总面积83平方米。上山必须要经过此亭，亭南可看到斗鸡诸峰，亭东可看到漓江南泻，亭西的西峰则高接天汉，被称为是游南溪必看之地。

### 龙脊洞
龙脊洞位于南溪山西峰东边山腹中，离龙脊坳不远，洞高30米，宽9米，深288米，洞底面积1500平方米，是发育得最早的岩洞，大约在百万年前就开始被溶蚀。
洞内乳石遍布，形成景观，主要有杂技舞台、高山深谷等景点。出此洞即可到达龙脊亭。

## 历史
李渤《南溪山诗并序》记录了他开发南溪山的经过。《留别南溪》“常叹春泉去不回，我今此去更难来。欲知别后留情处，手植岩花次第开。”
自唐以后，历代均有修葺南溪山的部分景致记录。
清朝光绪十七年（1891年）朱树德将“南溪新霁”列为桂林续八景之一，并赋诗赞道：“耸峭南溪山，何年辟仙境。龙岩孕玉泉，碧漾深溪影。芳藻映光辉，波入雉山静。雨霁试新茶，游人争汲绠。”
《临桂县志》记载：“南溪山，县南五里，耸拔千尺，烟翠浮空，其溪东注漓江。”与“以溪在郡南，因曰为南溪”。还叙南溪山为“唐李渤所赏心处”
宋朝赵夔得《桂林二十四岩洞歌》，对桂林山峦岩洞作了生动的描绘，其中就有南溪山和白龙洞。